# Birgit Bessin

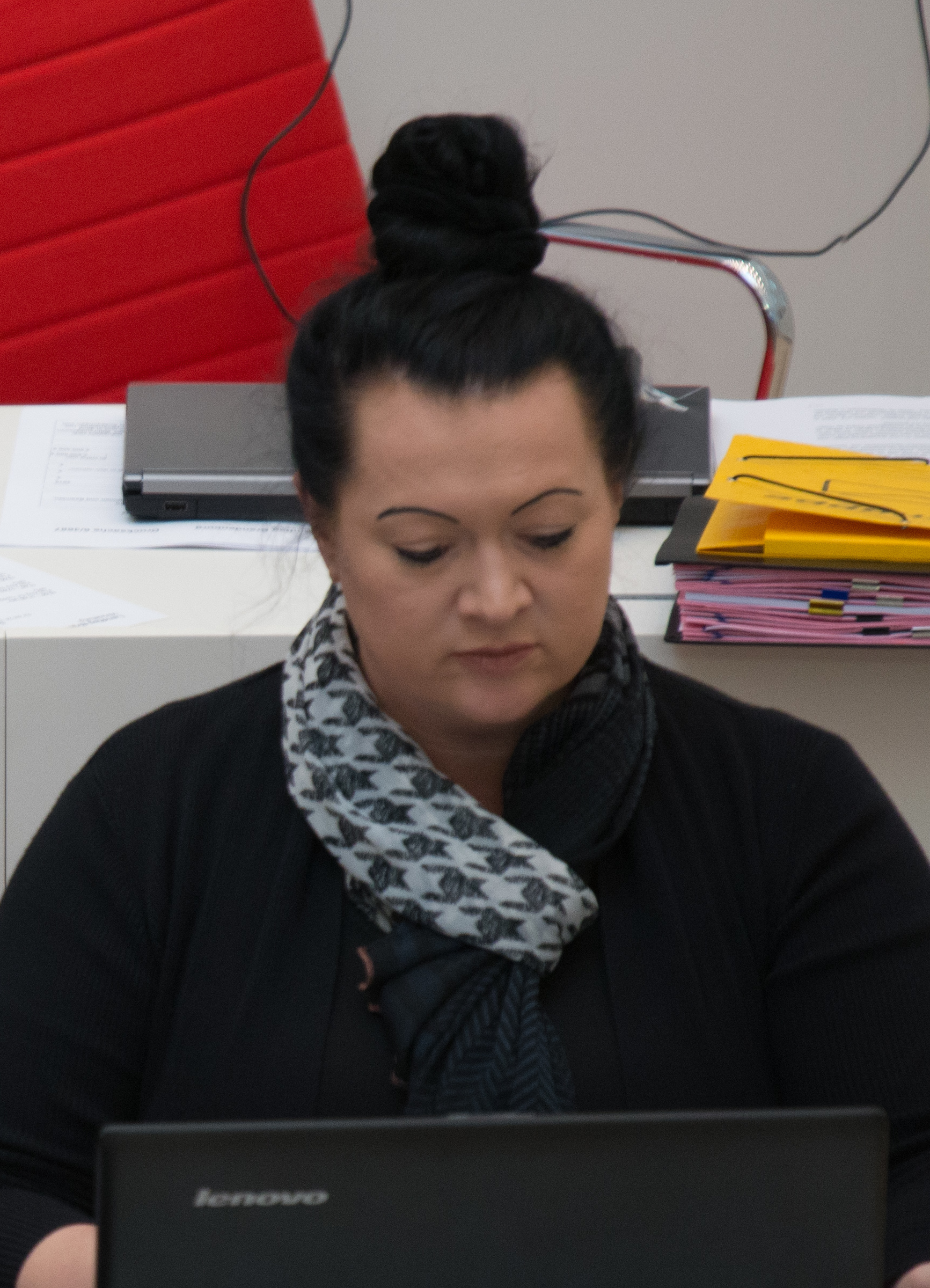
Birgit Bessin im Plenum des Landtages Brandenburg (2016)

Birgit Irene Bessin (* 26. März 1978 in Worms) ist eine rechtsextreme deutsche Politikerin (AfD). Seit 2025 ist sie Mitglied des Deutschen Bundestages. Von 2014 bis 2025 war sie Mitglied des Landtags von Brandenburg. Von 2022 bis 2024 war sie Landesvorsitzende der AfD Brandenburg.

## Leben und Beruf
Nach dem Abitur studierte sie von 1997 bis 2007 Rechtswissenschaften an der FU Berlin (ohne Abschluss). Von 2007 bis 2013 absolvierte sie ein Studium des Wirtschaftsrechtes mit Internationalem Wirtschaftsrecht und -englisch und Schwerpunkt Steuern und Wirtschaftsprüfung an der Europäischen Fernhochschule Hamburg, das sie mit dem Bachelor of Laws abschloss.
Von 2006 bis 2010 war sie Sachbearbeiterin, 2010/2011 war sie arbeitslos und 2011/2012 selbstständig tätig. Seit 2012 war sie in der Finanzbuchhaltung eines Grafikdesignunternehmens tätig. Bessin ist verheiratet und hat ein Kind.

## Politik
Bessin ist seit April 2013 Mitglied der rechtsextremen Partei Alternative für Deutschland. Sie ist Kreisvorsitzende von Teltow-Fläming und war zunächst Beisitzerin des Landesvorstandes Brandenburg. Wegen ideologischer Probleme mit Birgit Bessin traten zahlreiche Mitglieder wie der von der CDU übergetretene Kreistagsabgeordnete Ralf Sebastian von der Bank aus der AfD aus. Ursache waren Auseinandersetzungen um eine von den Kreistags-Kandidaten Oliver Scharfenberg und von der Bank vorgeschlagene Erklärung, die jedes AfD-Mitglied unterschreiben sollte, wonach man sich zum Grundgesetz bekenne, nie Mitglied einer extremistischen Organisation oder Stasi-Mitarbeiter gewesen zu sein. Dies wurde von der Mehrheit der Mitglieder abgelehnt, Bessin bezeichnete die Erklärung als überflüssig. Bei den Kommunalwahlen in Brandenburg 2014 wurde sie in den Kreistag Teltow-Fläming gewählt.
Bei der Landtagswahl in Brandenburg 2014 kandidierte sie im Wahlkreis Teltow-Fläming I und zog über Platz 5 der AfD-Landesliste in den Landtag ein. Sie wurde in der Folge zur Parlamentarischen Geschäftsführerin der Landtagsfraktion gewählt. Im März 2015 gehörte Bessin zu den Erstunterzeichnern der Erfurter Resolution, aus der die völkisch-nationalistische Gruppierung „Der Flügel“ innerhalb der Partei hervorging. Seit Juli 2016 ist sie stellvertretende Vorsitzende, seit April 2017 erste stellvertretende Vorsitzende des AfD-Landesverbands Brandenburg. Bessin war während der 6. Wahlperiode ordentliches Mitglied im Ausschuss für Bildung, Jugend und Sport (A5) und im Ausschuss für Arbeit, Soziales, Gesundheit, Frauen und Familie (A7) des Brandenburger Landtages.
Bei der Landtagswahl in Brandenburg 2019 wechselte sie in den benachbarten Wahlkreis Teltow-Fläming II und zog über die Landesliste erneut in den Landtag ein.
Seit Anfang 2018 trat Bessin wiederholt als Rednerin bei der rechtsextremen und flüchtlingsfeindlichen Bewegung Zukunft Heimat auf. Im März 2018 erteilte die AfD-Fraktion im Landtag Brandenburg während einer Pressekonferenz Reportern ein Frageverbot. Alle Journalisten verließen dann den Raum. Vize-Fraktionschefin Birgit Bessin ergänzte, man hoffe, dass die Journalisten beim nächsten Mal wieder „neutral und unvoreingenommen“ über die Themen der AfD berichten würden.
Auf einem Landesparteitag der AfD im April 2023 stellte Bessin eine Resolution der Partei vor, die mit Bezug auf den russischen Überfall auf die Ukraine forderte, die Interessen Deutschlands müssten an erster Stelle stehen „statt einer westlichen Interventionspolitik und einer Politik eines abgehobenen Internationalismus“. Bessin sagte dazu, dass Deutschland „seinen Kurs der Unterwerfung unter die Interessen raumfremder Mächte beenden“ müsse. Der Theologe und Sozialwissenschaftler David Begrich und Maica Vierkant, Geschäftsführerin des Aktionsbündnisses Brandenburg, sahen in der Argumentation Bessins begriffliche Anleihen an den staatsrechtlichen Vordenker der Nationalsozialisten Carl Schmitt.
Bei der Landtagswahl in Brandenburg 2024 zog Bessin über ein Direktmandat im Wahlkreis Oberspreewald-Lausitz I in den Landtag ein. Im Zuge ihres Einzugs in den Bundestag legte sie ihr Landtagsmandat am 9. April 2025 nieder; für sie rückte Marlon Deter in den Landtag nach.

## Bundestagsabgeordnete
Birgit Bessin wurde in der Bundestagswahl 2025 als Direktkandidatin der AfD im Bundestagswahlkreis Elbe-Elster – Oberspreewald-Lausitz für die AfD Brandenburg mit 43 Prozent der Stimmen in den 21. Bundestag gewählt.